# Petrophytum cinerascens
Petrophytum cinerascens är en rosväxtart som först beskrevs av Charles Vancouver Piper, och fick sitt nu gällande namn av Per Axel Rydberg. Petrophytum cinerascens ingår i släktet Petrophytum och familjen rosväxter. Inga underarter finns listade i Catalogue of Life.

## Bildgalleri

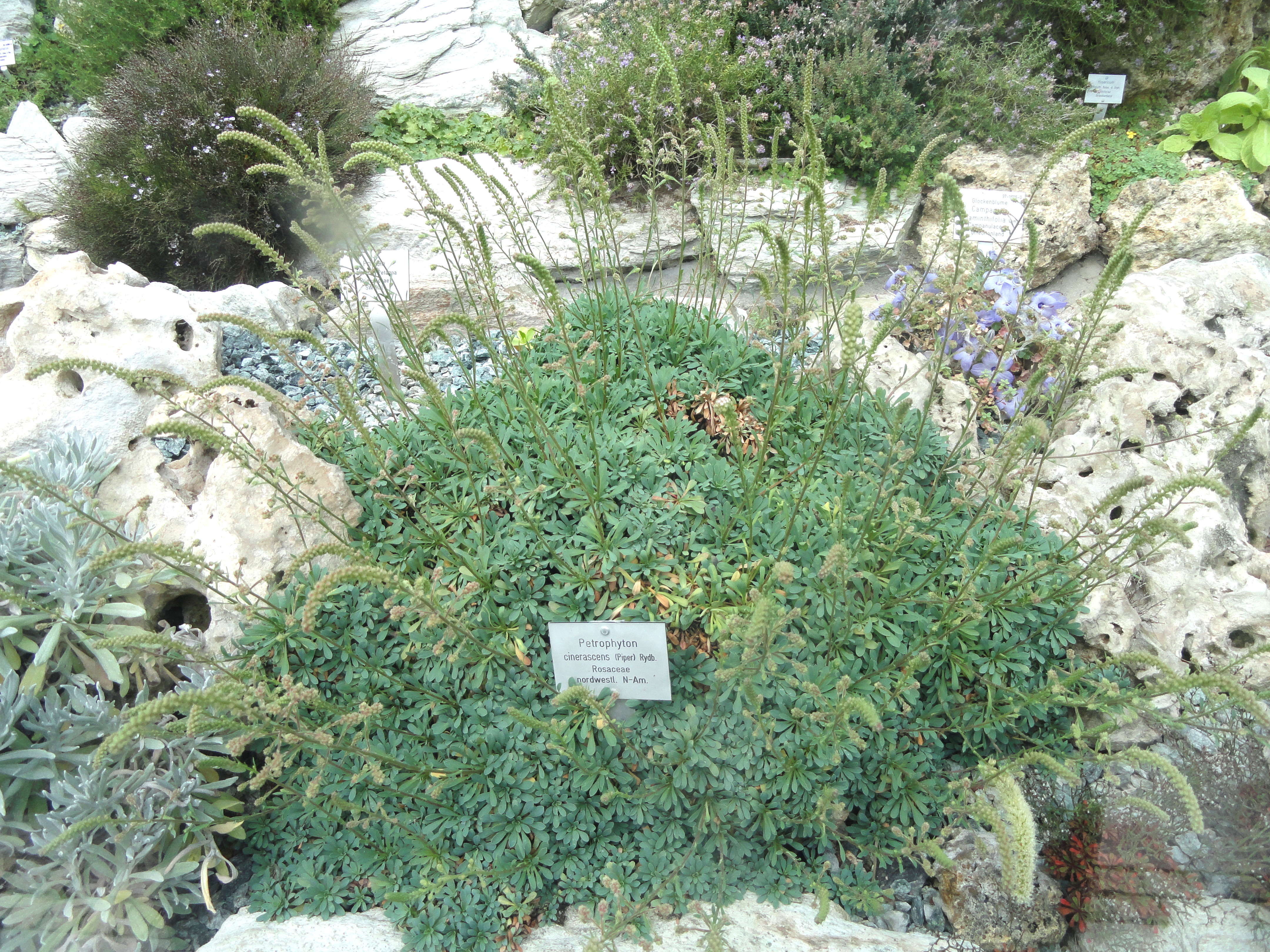
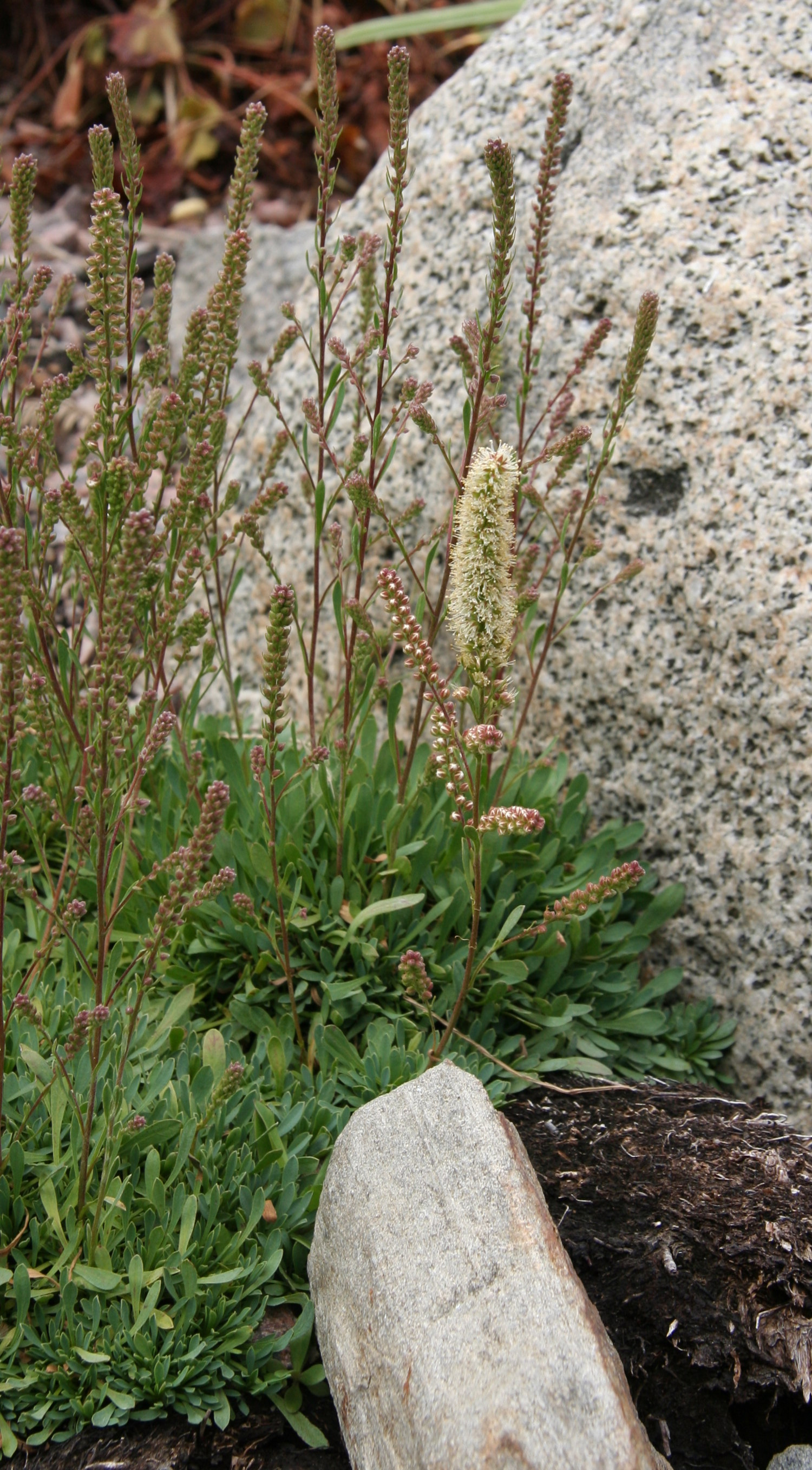
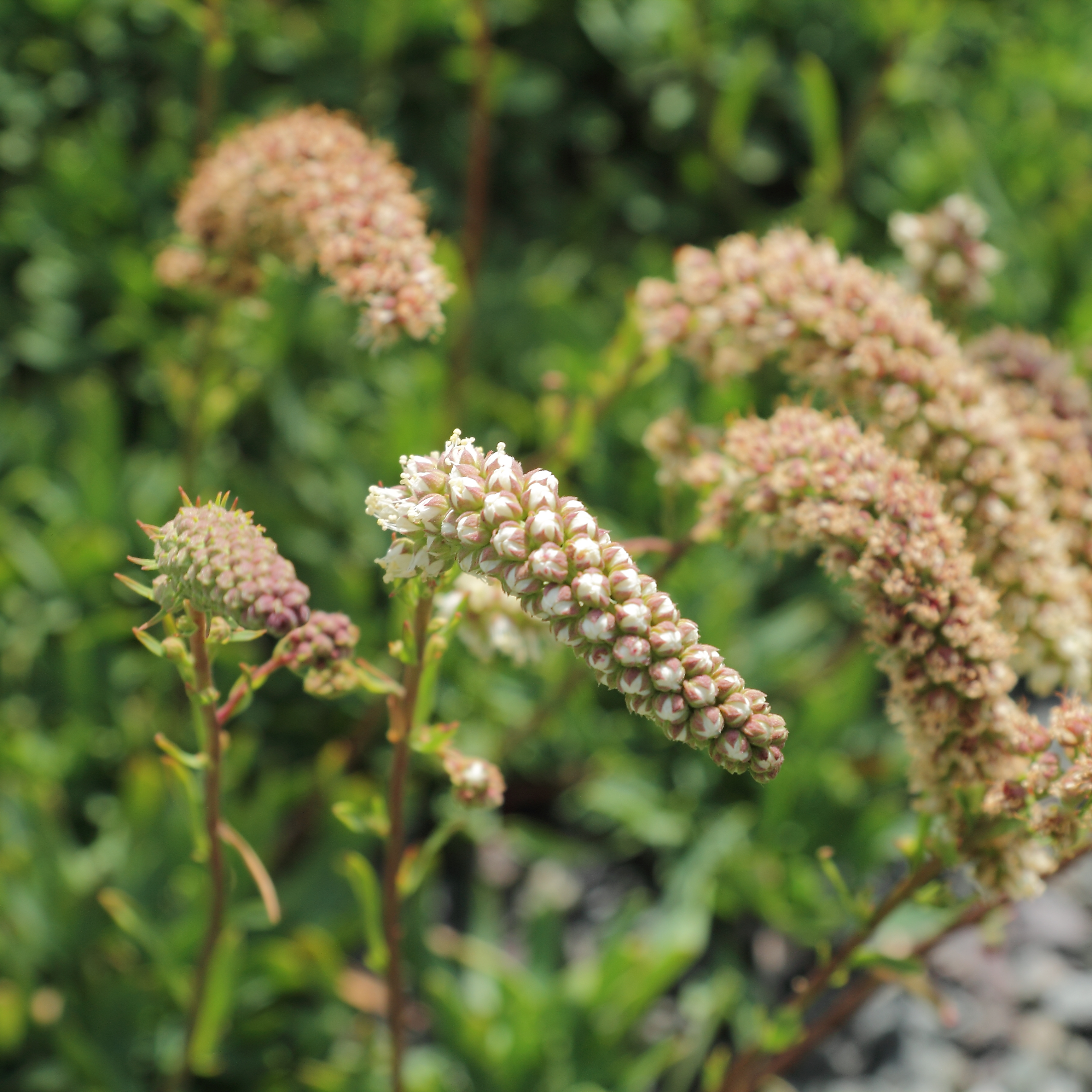